# Paul Watson (periodista)
Paul Richard Watson (Toronto; 13 de julio de 1959) es un periodista, autor, reportero gráfico y corresponsal de guerra canadiense, ganador del premio Pulitzer. 

## Biografía
Fue condecorado con el premio Pulitzer en 1994 por la fotografía que captó en octubre de 1993 en la guerra civil somalí, para el periódico Toronto Star.  La fotografía mostraba el cuerpo del soldado estadounidense, sargento William Cleveland, miembros del 160.º Regimiento de Aviación de Operaciones Especiales del ejército, siendo arrastrado por una multitud de somalíes por las calles de la ciudad de Mogadiscio. 
Sus informes y fotografías abarcan casi tres décadas e incluyen conflictos en más de una docena de países de varios continentes, entre ellos se encuentran: Eritrea, Somalia, el sur de Sudán, Angola, Mozambique, Sudáfrica, Rumania, Serbia, Kosovo, Afganistán, Pakistán, Cachemira, Irak y Siria. 
A lo largo de su estancia en el Toronto Star, Watson ganó varios Premios del Periódico Nacional Canadiense por contar tanto por imágenes como por reportajes historias sobre el comercio sexual infantil en Asia, la anarquía en Somalia después de la expulsión del dictador Mohamed Siad Barre en 1991, y la tortura y el asesinato de un adolescente somalí por parte de soldados canadienses después de que una fuerza encabezada por Estados Unidos interviniera para poner fin a la hambruna en 1992. 
En 2007 fue condecorado con el premio Drummer General’s Award, gracias a su libro Where War Lives, que se centraba en sus experiencias como periodista en la guerra. Fue nombrado uno de los 100 libros notables del año por el periódico The Globe and Mail de Toronto.
Su segundo libro, Magnun Revolution: 65 Years of Fighting for Freedom mostraba imágenes de los fotógrafos de la agencia y su visión personal acerca de las sublevaciones que abarcaban casi siete décadas de historia. En 2012 participó en el documental de Martyn Burke Under Fire: Journalists In Combat, que fue preseleccionado para los premios Oscar.
Paul Watson obtuvo un máster en la Escuela de Asuntos Internacionales y Públicos de la Universidad de Columbia en Nueva York. Fue el jefe de la oficina de Los Angeles Times en Asia Meridional, su área incluía Afganistán, Pakistán, India e Irak. Al abandonar Los Angeles Times y regresar a The Toronto Star en julio de 2009, se encargó de encabezar la oficina del sudeste asiático, con sede en Yakarta. Además, sirvió en los Balcanes con igual cargo en Los Angeles Times a lo largo de su década de corresponsal extranjero con el periódico.
En 2015, Watson renunció a su puesto en el diario The Toronto Star, donde continuaba como reportero multimedia. A lo largo de su estancia en el periódico realizó misiones en el extranjero en Afganistán, Siria, Rusia e India, así como en Canadá. Su abdicación siguió a la decisión de The Star de acabar con un asunto de investigación para el siguiente gobierno conservador del primer ministro Stephen Harper, y así utilizar el encuentro del naufragio del buque en forma de publicidad política en 2014. El relato fue publicado por BuzzFeed y ganó un premio nacional de revista por el reportaje de investigación, junto con un premio de edición digital por la narración.

## Premios
- Premio Pulitzer de Fotografía de Noticias Spot, 1994.
- Premio de la Revista Nacional (Plata), 2016.
- Premio de edición digital (Plata), 2016.
- Medalla de Oro Robert Capa, Club de Prensa de América en el Extranjero. *George Polk Awards, reportajes en el extranjero.
- Premio a la Libertad de Prensa, Club Nacional de Prensa (EE. UU.), Washington, D. C.
- Premio Hal Boyle, reportaje extranjero, Club de Prensa Extranjero de América.
- Premio Daniel Pearl de la Asociación de Periodistas de Asia del Sur, que honra a los mejores periodistas de la región, por su cobertura de Afganistán.
- Premios del Periódico Nacional Canadiense.